# Donau-Boekarestkanaal

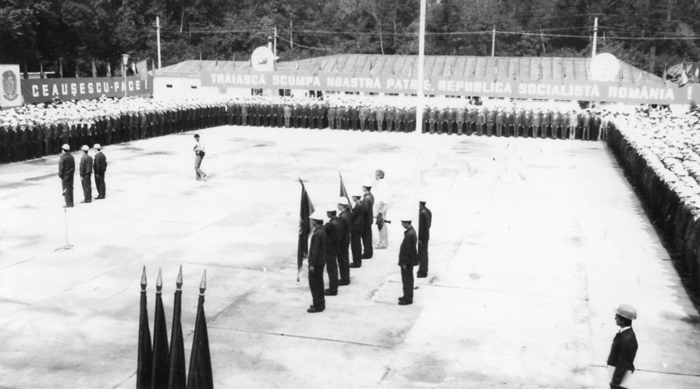
festiviteiten bij het begin van de bouw in 1986

Het Donau-Boekarestkanaal zal een 73 km lange kanaal moeten worden die de Roemeense hoofdstad met de Donau zal verbinden, via de Argeș-rivier. Het project is voor 70% klaar, maar het werk eraan is sinds 1990 stopgezet door financiële problemen.

## De eerste plannen
De eerste plannen waren van Nicolae Cucu in 1880, die Boekarest wilde verbinden aan de Donau bij de stad Oltenița. Ook waren er grote plannen in de jaren twintig door Alexandru Davidescu, maar die werden uitgesteld. Uiteindelijk werden zijn plannen aangenomen in 1930. Het aanleggen begon al, maar door de Tweede Wereldoorlog hebben ze alles moeten afbreken.

## De aanleg
Nieuwe plannen werden gemaakt in 1982. De dictator Nicolae Ceaușescu wilde ook een verbinding hebben met Noord-Europa, toen het Main-Donaukanaal gebouwd was. De werkingen begonnen in 1986 maar werden weer stopgezet in februari 1990.
In 1997 maakte de Ministerie van Verkeer en Waterstaat bekend dat de aanleg nog 400 miljoen dollar zou kosten en in 4 jaar gereed zal zijn. Ze besloten om het niet verder te laten aanleggen.
Het kanaal is nooit meer afgemaakt.